# Verónica Kunze
Verónica Ilse Kunze Neubauer (Ecuador, 23 de julio de 1972) es una economista y política chilena de ascendencia alemana. Entre marzo de 2022 y marzo de 2023 se desempeñó como  subsecretaria de Turismo de su país bajo el gobierno del presidente Gabriel Boric. Desde el 3 de abril de 2023 se desempeña como vicepresidenta del Banco del Estado de Chile.

## Estudios y carrera profesional
Realizó sus estudios superiores en la carrera de ingeniería comercial en la Universidad de Chile, y luego cursó un magíster y un doctorado (c) en economía en la Universidad de Cambridge, Inglaterra.
Ha ejercido su profesión en el sector público y privado, trabajó en la Facultad de Economía de la Universidad de Chile desde 2006 hasta 2014.
Durante el segundo gobierno de Michelle Bachelet, ejerció como jefa de la División de Estudios de la Subsecretaría de Turismo entre 2014 y 2018. Luego, desde ese último año se ha desempeñado como jefa de Planificación y Estudios en la Federación de Empresas de Turismo (FEDETUR).
Políticamente independiente, en febrero de 2022 fue designada por el entonces presidente electo Gabriel Boric, como titular de la Subsecretaría de Turismo, función que asumió el 11 de marzo de dicho año, con el inicio formal de la administración.